# اساسنامه ۱۹۴۷
قانون اساسی الجزایر (به فرانسوی: Statut de 1947) (به انگلیسی: Organic Statute of Algeria) یک چارچوب قانونی بود که واگذاری اختیارات از فرانسه به الجزایر فرانسه را از طریق قانون 20 سپتامبر 1947، که رسماً با عنوان "قانون اساسی الجزایر" شناخته می‌شد، ترسیم می‌کرد. این قانون توسط مجلس ملی فرانسه در دوره اصلاحات قانون اساسی، مطالبات ملی‌گرایانه و مراحل اولیه جنگ الجزایر تصویب شد.
این قانون یک مجلس الجزایری تأسیس کرد، "برابری مؤثر بین همه شهروندان فرانسوی" (ماده 2) را اعلام کرد و به الجزایر برخی از اختیارات مالی و اداری مستقل اعطا کرد. با این حال، این قانون به دلیل عدم رسیدگی کامل به آرمان‌های ملی‌گرایانه الجزایر و اجرای نابرابر آن مورد انتقاد قرار گرفت.